# Озірна
Озі́рна — село в Україні, у Водяницькій сільській громаді Звенигородського району Черкаської області. Населення — 1200 осіб, 645 дворів (на 1 січня 2008 року).

## Географія
Село розташоване за 5 км на північний захід від районного центру — міста Звенигородка та за 23 км від залізничної станції Звенигородка. Через село проходить автошлях Черкаси — Умань.

## Історія
Село відоме з XVII століття. За переказами, назва села походить від назви місця, де стояла сторожова вежа з вартою. Це були дозорці, які постійно озирали місцевість, а при появі ворогів сповіщали людей про небезпеку. Таким чином, Озірна — це місце, з якого озирають прилеглі землі. За другою версією, назва походить від 13 озер в урочищі Озірна. Ще за однією версією, назва походить від прізвища першого поселенця Тимура Озірного.
У 1778 році в селі побудовано дерев'яну Свято-Покровську церкву. У 1830 році тут почала діяти однокласна церковно-парафіяльна школа з дворічним терміном навчання. З 1887 року запроваджено чотирирічний термін навчання російською мовою.
З 1900 року у селі працював фельдшер. У часи столипінської реформи в селі проживало понад 2 000 осіб, тут виникло кілька нових хуторів.
У 1917 році створено сільську раду, від якої кілька депутатів було в Неморозькій волості. З липня 1920 року в селі діяв комітет незаможних селян. У 1924 році було відкрито сільський клуб, три магазини.
У 1929 році, під час примусової колективізації, у селі створено три товариства спільного обробітку землі: «Крок вперед», ім. Шевченка та ім. Петровського, — які в 1930 році об'єдналися у колгосп ім. Петровського. У 1932 році створено машинно-тракторну станцію. З 30-х по 70-ті роки повз село проходила вузькоколійна залізниця, яка сполучала станцію Звенигородка і село Бужанка.
Село постраждало внаслідок геноциду українського народу, проведеного окупаційним урядом СССР 1932—1933 та 1946–1947 роках.
У часи голодомору 1932—1933 років померло близько 1000 жителів села. У 1991 році в селі встановлено пам'ятний знак жертвам цієї всенародної трагедії.
411 мешканців села брали участь у боях радянсько-німецької війни, 126 з них загинули, 71 нагороджені орденами й медалями. В селі споруджено пам'ятник і обеліск Слави воїнам, що загинули в боях за відвоювання села.
У 1965 році на базі колгоспів ім. Петровського та «Прогрес» (Неморож) створено колгосп ім. Мічуріна з центральною садибою в Озірній. За ним було закріплено 4,8 тисяч га сільськогосподарських угідь, у тому числі 4 тисячі га орної землі. Господарство вирощувало зернові культури і цукрові буряки. Допоміжними галузями були — городництво, садівництво, рибництво, бджільництво.
На території села знаходились відділення Звенигородського районного об'єднання «Сільгосптехніки», державна племінна станція штучного запліднення тварин, метеорологічна станція.
До 2003 року тут раніше проходила вузькоколійна залізниця Звенигородка — Бужанка.
Також на той час працювали восьмирічна школа, клуб, бібліотека з фондом 5 тисяч книг, фельдшерсько-акушерський пункт, майстерня пошиття одягу.

## Населення

### Мова
Розподіл населення за рідною мовою за даними перепису 2001 року:
| Мова            | Відсоток |
| --------------- | -------- |
| українська      | 97,44%   |
| російська       | 2,23%    |
| інші/не вказали | 0,33%    |

## Сучасність
На сьогодні на території села функціонують ЗОШ І-ІІ ступенів, фельдшерсько-акушерський пункт, бібліотека, відділення зв'язку, 4 магазини; діють метеорологічна станція, ТОВ «Звенигородське племпідприємство», ПП «Урос», ПП «Сервіс-лан», СТОВ МТС «Морал», Озірнянська філія Кам'янець-Подільський Комбікормовий завод ТОВ "СП"ВЕСНА-21", ТОВ «Агропроменерго», ТОВ НВФ «Урожай», 6 фермерських господарств. У селі відроджено Свято-Покровську церкву.
Відновлено Дитячий Садок «Сонечко»

## Відомі люди
У селі народилися:
- Марцюк Зиновій (нар. в жовтні 1910 р.) — головний фінансист ОУН, фінансовий референт ОУН, організатор збірок на фонд УПА.
- Степаненко Микола Петрович (1972—2022) — штаб-сержант Збройних Сил України, учасник російсько-української війни, що загинув під час російського вторгнення в Україну.
- Степаненко Петро Володимирович (1978—2023) — молодший сержант Збройних сил України, учасник російсько-української війни, Герой України (2025, посмертно).

### Ресурси інтернету
- who-is-who.com.ua[недоступне посилання з липня 2019]